# De Spoelberch

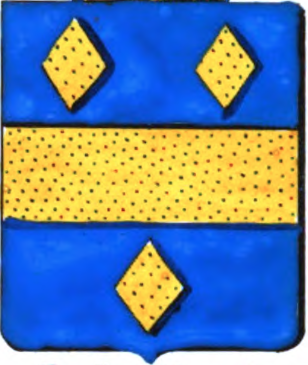
Het wapen van De Spoelberch

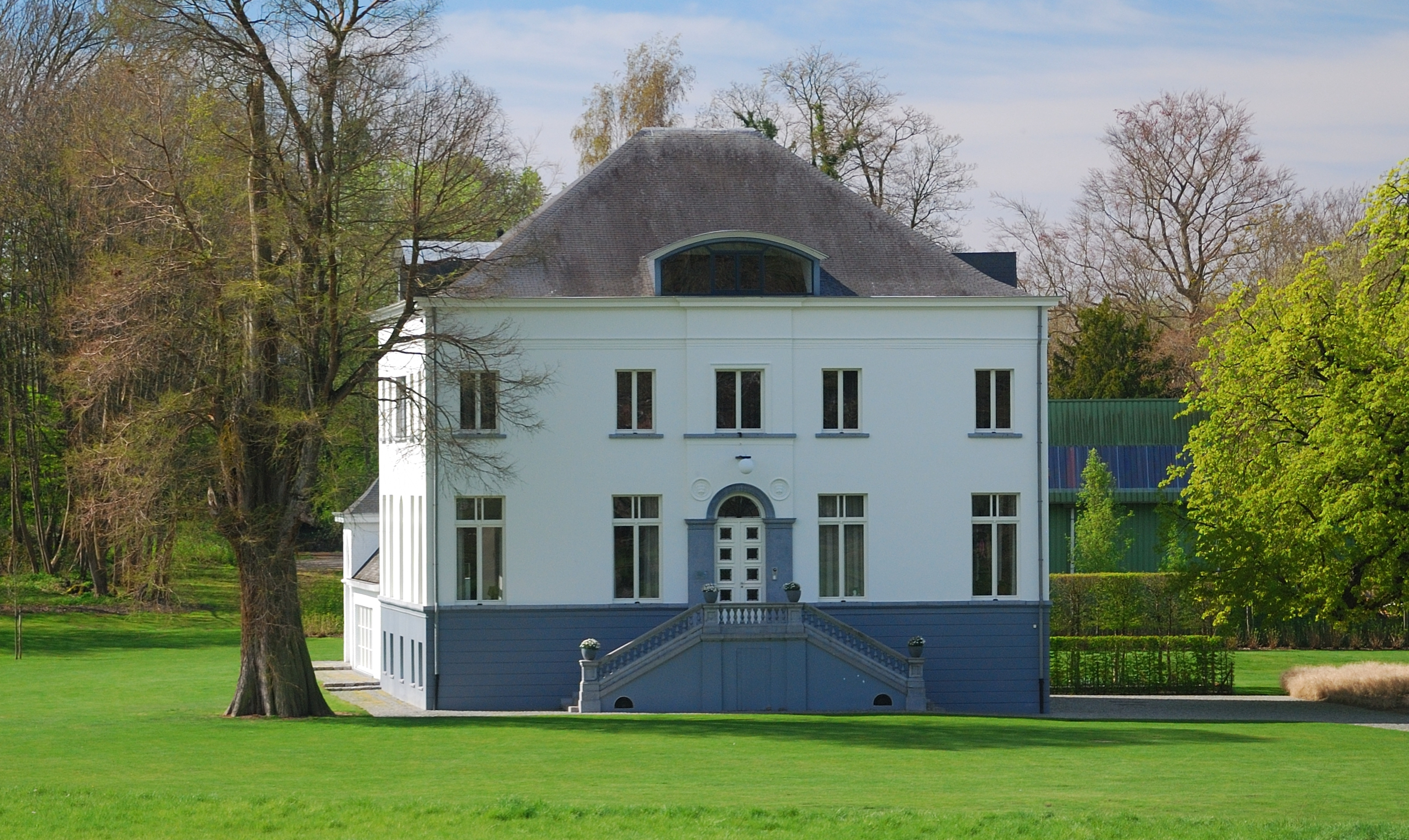
Het kasteel de Spoelberch in Lovenjoel werd vermoedelijk omstreeks 1750 gebouwd als huis van plaisantie voor de familie de Spoelberch

De Spoelberch, oorspronkelijk ook Van Spoelberch, is de naam van een oude adellijke familie in de Zuidelijke Nederlanden. Enkele leden hebben zich in de twintigste eeuw in België ontwikkeld tot aanzienlijke investeerders in brouwerijactiviteiten met name als controlerende aandeelhouders van wereldbrouwer AB Inbev. Om minder afhankelijk te zijn van de grillige biersector heeft de familie de laatste decennia ook een meerderheidsbelang verworven in de Belgische industriële holding Cobepa.

## Geschiedenis
De stamboom Spoelberch klimt op tot in de veertiende eeuw. In 1636 werd Jan Baptist van Spoelberch (ook Joannes Baptista Spoelberghs), krijgsheer in dienst van de keizer, in de adel bevestigd door keizer Ferdinand II, die hem de titel verleende van ridder van het Heilige Roomse Rijk.
Koning Filips IV van Spanje bevestigde in 1651 de adelsverheffing in hoofde van Ferdinand van Spoelberch, krijgsheer en zoon van Jan Baptist.
Onder het Verenigd Koninkrijk der Nederlanden verkregen vier afstammelingen, Jean-Charles, François, Charles-Alexandre en Jean-Henri de Spoelberch in 1816 adelserkenning met de toekenning (behalve aan Charles-Alexandre) van de titel van burggraaf, overdraagbaar op alle mannelijke en vrouwelijke nazaten. Alleen Jean-Charles heeft nazaten tot in de eenentwintigste eeuw.
Spoelbergh behoorde tot de traditionele landadel, met sommige leden in krijgsdienst, die er door aankopen van heerlijkheden en ander vastgoed evenals door een volgehouden huwelijkspolitiek, een aanzienlijk patrimonium opbouwden. Ze slaagden erin de revolutiejaren zonder veel schade of verlies door te komen. 
Door het huwelijk in 1873 van Adolphe de Spoelberch (1839-1913) met Elise Willems (1855-1941), dochter van Edmond Willems, erfde de familie Spoelberch in 1922 het kasteeldomein van Wespelaar, dat tot vandaag in hun bezit bleef.
De Spoelberchs, die hoofdzakelijk verbonden bleven met de stad Leuven en haar directe omgeving (Lovenjoel, Haacht, Wespelaar), waren niet actief in het industriële leven, en geen enkele van hen is in de 18de-19de eeuw terug te vinden onder de investeerders in banken en financiële instellingen, noch in dynamische sectoren zoals koolmijnen, hoogovens, spoorwegen, elektriciteit enz.

## Brouwers
Door het huwelijk van Adolphe de Spoelberch met Elise Willems, een dochter van de eigenaar van Artois, senator Edmond Willems kasteelheer in Wespelaar, trad de familie De Spoelberch toe tot de kleine groep van aandeelhouders van de brouwerij Artois. Ze bevonden er zich samen met een andere oude adellijke familie, de Mévius, na het huwelijk van Amélie Willems (1859-1947), zus van Elise, met senator Eugène de Mévius (1857-1936).
Gezamenlijke financiële inspanningen hielpen niet alleen de brouwerij Artois zich te ontwikkelen, maar maakten vooral dat voor en na de Tweede Wereldoorlog veel andere brouwerijen konden worden opgekocht en Stella Artois stilaan bij de grootste Belgische brouwerijen ging behoren. Toch bleef het nog een relatief bescheiden vennootschap, die niet bij de grote industriële groepen werd vernoemd.
Het toetreden tot de wereld van de nijverheid wijzigde het leven van de afstammelingen van Adolphe de Spoelberch. Enkelen onder hen speelden een actieve rol in de brouwerij. Allen groepeerden ze zich in familievennootschappen, die niet alleen leefden van dividenden, maar ook bereid waren nieuwe kapitalen in de onderneming te investeren telkens dit nodig bleek.
De spectaculairdere opgang begon pas in het laatste kwart van de twintigste eeuw. Ze werd vooral gekenmerkt door de fusie in 1988 van brouwerij Artois met zijn belangrijkste concurrent, de Luikse Brouwerij Piedbœuf van de familie Van Damme, om de groep Interbrew te vormen. In 2004 volgde de fusie met de Braziliaanse brouwerijengroep AmBev. In 2008 kocht de groep de Amerikaanse brouwerijen Anheuser-Busch en werd hierdoor het grootste brouwerijconcern ter wereld. 
De fusies en kapitaalsverhogingen hebben gemaakt dat het aandeel van de familie De Spoelberch in het geheel van de aandeelhouders aanzienlijk is verwaterd. Daar staat tegenover dat de waarde van de aandelen op spectaculaire wijze is gestegen. Waren de familieleden in de jaren 1980 miljardair in Belgische franken, dan werden ze dat weldra in euro's. In studies met tabellen wie de rijkste Belgen zijn, wordt de familie de Spoelberch vanaf het begin van de eenentwintigste eeuw als de rijkste vermeld. De families de Spoelberch, de Mévius en Vandamme worden samen vermeld met een gezamenlijke potentiële of virtuele rijkdom ter waarde van een aantal miljarden. Sommige journalisten geven het cijfer van 14 miljard, andere van 25 miljard euro. De familiale brouwerijaandelen van de Spoelberchs zijn tot 2024 door een familiepact verankerd. 
In april 2016 doken een paar namen van familieleden op in de zogenaamde Panama Papers.

## Genealogie
- Jan Baptist van Spoelberch (1566-1627), ridder van het Heilige Roomse Rijk, x Maria Magdalena Garet.
  - Ferdinand van Spoelberch (1596-1673), x Anne Grimaldi.
    - Carolus Franciscus van Spoelberch (1630-1692), schepen van Brussel, burgemeester van Leuven.
    - Christophe van Spoelberch (1633-1707), burgemeester en schepen van Leuven, x Jeanne-Catherine Becx (overleden in 1691).
      - Franciscus van Spoelberch (1676-1751), x Suzanne van Dilbeek, xx Jeanne le Comte d'Orville (1683-1751).
        - Carolus Christianus de Spoelberch (1709-1772), x Jéromine de La Bawette (1709-1793).
          - Jean Charles Laurent Joseph de Spoelberch (Brussel 3 mei 1750 - 24 februari 1838), laatste heer van Lovenjoel, werd in 1816 in de erfelijke adel erkend met de titel burggraaf, overdraagbaar op alle afstammelingen. Hij werd kamerheer van koning Willem I der Nederlanden, lid van de Provinciale Staten van Zuid-Brabant, x Henriette d'Olmen de Saint-Remy (1763-1836).
            - Louis de Spoelberch (1787-1845), werd in 1835 verkozen tot senator, maar weigerde het mandaat op te nemen, x Henriette de Brouchoven de Bergeyck (1807-1881).
              - Ferdinand de Spoelberch (1829-1876), x barones Louisa van Brienen van de Groote Lindt (1837-1880).
                - Louis de Spoelberch (1861-1927), x barones Françoise de Woelmont (1861-1934).
                  - Thierry de Spoelberch (1886-1953), x gravin Isabelle d'Oultremont (1889-1968). Geen mannelijke nakomelingen.

              - Alfred de Spoelberch (1835-1915), x Zoé de Kerchove de Denterghem (1851-1931), dochter van volksvertegenwoordiger Prosper de Kerchove de Denterghem.
                - Marie-Henriette de Spoelberch (1871-1953), x baron Albert d'Huart (1867-1937), advocaat, provincieraadslid van Namen, gemeenteraadslid van Sovet, volksvertegenwoordiger en senator.
                - Henri de Spoelberch (1873-1937), burgemeester van Deurle, x Jeanne Herry (1888-1962), dochter van volksvertegenwoordiger en senator Georges Herry.
                  - Jean de Spoelberch (1913-1986), x Marie-Antoinette Richard (1912-1988). Geen mannelijke nakomelingen.
                  - Alfred de Spoelberch (1916-1996), x barones Marie-Françoise Bonaert (1919-2000).
                    - Henry-Claude de Spoelberch (1946), x Francine d'Udekem d'Acoz (1951). Geen mannelijke nakomelingen.

                - Marguerite de Spoelberch (1886-1955) x baron Raoul van Zuylen  van Nyevelt (1884-1962), burgemeester van Veldegem. Geen nakomelingen.

              - Adolphe de Spoelberch (1839-1913), provincieraadslid van Brabant, x Elise Willems (1855-1941).
                - Guillaume-Edmond de Spoelberch (1874-1947), ingenieur, burgemeester van Wespelaar, x Colienne de Neufforge (1882-1929).
                  - Werner de Spoelberch (1902-1987), x barones Elinor de Haas Teichen (1916-1976).
                    - Nicolas de Spoelberch (1937), x Patricia Lippitt (1943), xx Marina De Wandeleer (1943).
                      - Grégoire de Spoelberch (1966), bestuurder AB Inbev, x Tatania Munchen (1968).

                    - Philippe de Spoelberch (1941), scheikundig ingenieur, bestuurder Stella Artois en Inbev, dendroloog, oprichter van het Arboretum Wespelaar, x burggravin Diane de Jonghe d'Ardoye (1943).
                      - Thomas de Spoelberch (1964), tot levenslange gevangenis veroordeeld.

                    - Sybille de Spoelberch (1942), x graaf François de Marchant et d'Ansembourg (1939), antiquair (gescheiden 2005).
                    - Anne-Louise de Spoelberch (1945-1992), x Jean Kluyskens (1943), (gescheiden 2005); xx Christos Koupis (1946).
                    - Olivier-Michel de Spoelberch (1950), pianist, zweefvlieger, eigenaar van het vliegveld van Namen, x Dominique Duquenne (1954).

                  - Eric de Spoelberch (1903-1939), luitenant vlieger, testpiloot, x Katharine-Kelso Stewart (1906-2000).
                    - Guillaume-Werner de Spoelberch (1933), directeur van de Stichting Aga Khan, x gravin Renée d'Aspremont Lynden (1938-1998), xx Maria Serafini (1955).
                      - Eric de Spoelberch (1967), x Geneviève Olin (1968).
                      - Vincent de Spoelberch (1968), x Françoise Brander (1975).

                    - Jacques de Spoelberch (1936), x Margaret-Elaine Gaskell (1942).
                      - Christopher de Spoelberch (1975).
                      - Nicholas de Spoelberch (1978), x Erin-Eileen O'Connell (1979).

                - Roger de Spoelberch (1875-1950), burgemeester van Londerzeel, x gravin Elisabeth de Jonghe d'Ardoye (1895-1978), burgemeester van Londerzeel.
                  - Adolphe de Spoelberch (1924-2012), x gravin Ghislaine van der Burch (1935-2023).
                    - Rodolphe de Spoelberch (1957), gemeenteraadslid van Londerzeel, x Valérie Janssen (1962), xx Caroline Buisseret (1962).
                    - Diane de Spoelberch

                  - André de Spoelberch (1925-2017), tot 1988 gedelegeerd bestuurder van Interbrew, in 1986 verdacht van fiscale fraude, x Claude de Clermont-Tonnerre (1937).
                    - Daïné de Spoelberch (1972), x prins Henri d'Arenberg (1961).
                    - Baudouin de Spoelberch (1975).

                - Olivier-Gérard de Spoelberch (1885-1929), hoogleraar Université catholique de Louvain, x Madeleine de la Barre d'Erquelinnes (1887-1947). Geen mannelijke nazaten.
                - Geneviève de Spoelberch (1877-1951), x graaf Joseph de Pret Roose de Calesberg (1876-1962).
                - Antoinette de Spoelberch (1880-1943), x graaf Louis de Baillet Latour (1878-1953).

        - André de Spoelberch (1716-1785), heer van Eynhouts, schepen van Leuven, x Petronille de Nagelmaeckers, xx Marie-Angélique de Bayol (1720-1794).
          - François-Jean de Spoelberch (Leuven, 22 december 1757 - 26 februari 1820), werd in 1816 erkend in de erfelijke adel met de titel burggraaf overdraagbaar op alle afstammelingen. Hij werd meier van Leuven, voorzitter van het college van curatoren van de Rijksuniversiteit Leuven, lid van de Tweede Kamer der Staten-Generaal, x Caroline Wouters (1746-1812), xx Marie Rol (1768-1814). Geen nakomelingen.
          - Charles-Alexandre de Spoelberch (Leuven, 7 november 1764 - Mechelen, 27 april 1843), werd in 1816 in de erfelijke adel erkend. Hij werd lid van de Provinciale Staten van Zuid-Brabant, schepen van Leuven, x Laurence Van de Venne (1766-1828). Geen nakomelingen.
          - Jean-Henri de Spoelberch (Leuven, 9 oktober 1766 - 28 februari 1838), werd in 1816 erkend in de erfelijke adel met de titel burggraaf, overdraagbaar op alle afstammelingen. Hij werd voorzitter van de rechtbank van eerste aanleg in Leuven, curator van de Rijksuniversiteit van Leuven, componist x Thérèse de Troostembergh (1773-1820).
            - Maximilien de Spoelberch (1802-1873), burgemeester van Lovenjoel, x Hortense de Putte (1814-1873), dochter van François de Putte en Henriette de Spoelberch.
              - Charles-Victor de Spoelberch (1836-1907), x gravin Marie-Emilie d'Ursel (1853-1902), dochter van senator Ludovic d'Ursel. Geen nakomelingen.
- Willem van Spoelberch (Brussel, 21 augustus 1569 - Mechelen, 1 juni 1633) was een franciscaan, predikant en schrijver.